# Philotes pallescens
Philotes pallescens är en fjärilsart som beskrevs av Tilden och Downey 1955. Philotes pallescens ingår i släktet Philotes och familjen juvelvingar. Inga underarter finns listade i Catalogue of Life.